# Laparrouquial
Laparrouquial település Franciaországban, Tarn megyében. Lakosainak száma 93 fő (2022. január 1.). Laparrouquial Lacapelle-Ségalar, Saint-Christophe, Saint-Marcel-Campes, Saint-Martin-Laguépie és Le Ségur községekkel határos.

## Népesség
A település népességének változása:
| Lakosok száma | 111  | 110  | 106  | 101  | 97   | 96   | 95   | 94   | 93   |
|               | 2013 | 2015 | 2016 | 2017 | 2018 | 2019 | 2020 | 2021 | 2022 |